# Isha Koppikar
Isha Koppikar (zwana też Ishaa Koppikar, ईशा कोपिकर; ur. 19 września 1976 w Bombaju) – indyjska aktorka i modelka, która występuje w filmach granych w językach tamilskim, telugu, kannada i hindi.

## Filmografia
| Rok  | Film                             | Rola                      | Uwagi                             |
| ---- | -------------------------------- | ------------------------- | --------------------------------- |
| 2008 | Hello Darling                    |                           |                                   |
| 2008 | Right or Wrong                   |                           |                                   |
| 2008 | Har Pall                         |                           |                                   |
| 2008 | Ek Vivah Aisa Bhi                |                           |                                   |
| 2008 | Hello                            | Esha                      |                                   |
| 2008 | Raakh                            |                           |                                   |
| 2008 | Shabri                           | Shabri                    |                                   |
| 2007 | Darling                          | Ashwini                   |                                   |
| 2007 | Haseena - Smart, Sexy, Dangerous | Haseena                   |                                   |
| 2007 | Salaam-e-Ishq: A Tribute To Love | Phoolwati                 |                                   |
| 2007 | Gahraee                          | Nishi                     |                                   |
| 2006 | Don                              | Anita                     |                                   |
| 2006 | 36 China Town                    | Sonia Chang               |                                   |
| 2005 | Maine Pyaar Kyun Kiya?           | dziewczyna Vicky          |                                   |
| 2005 | D                                | Gunjan                    |                                   |
| 2005 | Kyaa Kool Hai Hum                | Urmila Martodkar          |                                   |
| 2004 | Inteqam: The Perfect Game        | Avantika Suryavansh/Pinky |                                   |
| 2004 | Ek Se Badhkar Ek                 | Tracy/Shalini Mathur      |                                   |
| 2004 | Dziewczyna                       | Tanya                     |                                   |
| 2004 | Zakochani                        | Diana Fernandez           | gościnnie                         |
| 2004 | Krishna Cottage                  | Disha                     |                                   |
| 2004 | Rudraksh                         | Lali                      |                                   |
| 2003 | LOC Kargil                       | Santho                    |                                   |
| 2003 | Darna Mana Hai                   | Abhilasha                 |                                   |
| 2003 | Qayamat                          | Laila                     |                                   |
| 2003 | Dil Ka Rishta                    | Anita                     |                                   |
| 2003 | Pinjar                           | Rajjo                     |                                   |
| 2002 | Kaante                           |                           | taniec w piosence 'Ishq Samundar' |
| 2002 | Towarzystwo                      |                           | taniec w piosence 'Khallas!'      |
| 2001 | Aamdani Atthanni Kharcha Rupaiya | Anjali                    |                                   |
| 2001 | Pyaar Ishq Aur Mohabbat          | Rubaina                   |                                   |
| 2001 | Rahul                            |                           | taniec w piosence 'Piya Ki Jogan' |
| 2001 | Narassima                        | Vanmathi                  | tamil                             |
| 2001 | Prematho Raa                     | Shweta                    | telugu                            |
| 2000 | Fiza                             | Gitanjali                 | hindi                             |
| 2000 | O Nanna Nalle                    | Rangu                     | kannada                           |
| 2000 | Nuvvu Vasthavani                 |                           | kannada                           |
| 2000 | Hoo Anthiya Uhoo Anthiya         |                           | kannada                           |
| 2000 | Surya Vamsha                     | Padma                     | kannada                           |
| 1999 | Nenjinile                        | Isha                      | tamil                             |
| 1999 | Chandralekha                     | Lekha                     | telugu                            |
| 1999 | Jodi                             | Revathi                   | tamil                             |
| 1998 | En Swasa Kaatrae                 | Madhu                     | tamil                             |
| 1998 | Kaadhal Kavidai                  | Jothi                     | tamil                             |